# Vrăjigemenele 2
Vrăjigemenele 2 este un film original Disney Channel din 2007. Este o continuare a filmului original Disney Channel, Vrăjigemenele, realizat în 2005. Filmul a apărut pe 12 octombrie și a început producția în aprilie 2007. A apărut cu ocazia lunii Halloween pe Disney Channel. Serialul Magicienii din Waverly Place a apărut în aceeași zi. Primul trailer a fost realizat în timpul premierei High School Musical 2. Când a apărut, filmul a avut 7 milioane de telespectatori în Statele Unite, iar în Regatul Unit 440.000 telespectatori pe data de 2 noiembrie 2007.

## Distribuție
- Tia Mowry ca Alexandra Nicole "Alex" Fielding Atimis
- Tamera Mowry ca Camrin Elizabeth "Cam/Cami/Cam Cam/Apolla" Barnes
- Kristen Wilson ca Miranda/Minerva
- Patrick Fabian ca Thantos (Întunericul)
- Pat Kelly ca Karsh
- Leslie Seiler ca Ileana
- Chris Gallinger ca Demitri
- Kevin Jubinville ca Aron
- Arnold Pinnock ca David Barnes
- Karen Holness ca Emily Barnes
- Jackie Rosenbaum ca Beth Fish
- Nathan Stephenson ca Marcus WarBurton
- Jayne Eastwood ca Mrs.Norseng
- Evan Laszlo ca Steve

Rolul lui Ileana este jucat de Leslie Seiler care luase rolul lui Jennifer Robertson, însă a fost înlocuit. Rolul lui Aron este jucat de Kevin Jubinville care luase rolul lui David Ingram, personaj din primul film.